# Столкновения на армяно-азербайджанской границе (2012)
Столкновения на армяно-азербайджанской границе — локальные столкновения вооружённых сил Армении и Азербайджана, а также непризнанной Нагорно-Карабахской Республики и Азербайджана. Вооружённые столкновения случились в период с 4 по 8 июня 2012 года, и явились, согласно британскому исследовательскому центру «Oxford Analitica», следствием нападения азербайджанских подразделений на границе с Арменией и в зоне карабахского конфликта.

## История
В конце 1980-х годов, в регионе вспыхнул карабахский конфликт между армянским населением Нагорного Карабаха, поддерживаемым Арменией, и Азербайджаном. Это повлекло провозглашение Нагорно-Карабахской Республики, созданной в 1991 году на основе Нагорно-Карабахской автономной области и Шаумяновского района Азербайджанской ССР. Очаговые столкновения переросли в полномасштабную войну в начале 1990-х годов.
После нескольких лет кровопролитных боёв, 12 мая 1994 года представители Азербайджана, Армении и НКР подписали соглашение о перемирии, которое, несмотря на отдельные перестрелки, соблюдалось до апреля 2016 года. Подписание соглашения о прекращении огня закончило активную фазу военных действий в регионе и позволило перейти к мирным переговорам о статусе региона. В результате конфликта была образована де-юре непризнанная мировым сообществом, де-факто независимая Нагорно-Карабахская Республика.

## Хронология событий

### Армяно-Азербайджанская граница

#### Предыстория
Несмотря на то, что стороны периодически подвергали друг друга обстрелу, нередко приводящему к гибели солдат, до 2012 года крупных столкновений на границе Армении и Азербайджана отмечено не было. С начала 2012 года армянские и азербайджанские СМИ периодически сообщали об обстрелах противником граничащих друг с другом Тавушской области Армении и Газахского района Азербайджана. Последний случай гибели солдат в районе был зафиксирован 27 апреля 2012 года, когда, спустя два дня после обстрела деревни Довсех, были убиты трое армянских военнослужащих
Всего на линии соприкосновения войск, вдоль границы Азербайджана с Арменией и НКР, по данным центра исследований военных журналистов Азербайджана, с января по июнь 2012 года погибло 52 азербайджанских солдата. За тот же период, согласно азербайджанским СМИ, армяне потеряли более 20 человек убитыми

#### Бердаван и Чинари
4 июня из Министерства обороны Армении поступило сообщение о пресечении армянскими вооружёнными силами попытки проникновения азербайджанской диверсионной группы на территорию Армении. В результате боёв в районе посёлков Бердаван и Чинар Тавушской области, диверсионная атака была остановлена. Противник с потерями был отброшен назад. Также было сообщено, что в ходе мероприятий по отражению диверсионной атаки погибло трое армянских солдат, а шесть получили ранения.
Согласно армянским источникам диверсионные группы шли в двух направлениях:

В Бердаване азербайджанская диверсионная группа состояла из 8 человек. Она пытались уйти в глубь Армении, но при попытке перехода минного поля их засек состоявший из трёх человек пеший патруль вооружённых сил Армении. Завязался бой. Старший патруля погиб сразу, а второго так же сразу ранило. Оставшийся в строю третий солдат предотвратил проход диверсионной группы
В Чинари шли две азербайджанские диверсионные группы. Первая, штурмовая, состояла из 5-6 диверсантов. Вторая, группа прикрытия, состояла из 15-20 азербайджанских солдат. Предположительно их задачей был захват армянского передового поста. Штурмовая группа должна была зайти в окопы, а группа прикрытия с расстояния в 300—400 метров обеспечить им огневую поддержку из пулемётов. Однако наблюдатель вооружённых сил Армении засек штурмовую группу противника. Поднятые по тревоге армянские солдаты занимали позиции под шквальным огнём группы прикрытия противника. В результате двое армянских бойцов погибли и многие получили ранения, а диверсионная группа, понеся большие потери, ограничилась продолжительным дистанционным боем
Министерство обороны Армении возложило ответственность за инцидент на Азербайджан. В свою очередь, пресс-служба министерства обороны Азербайджана выступила с заявлением, в котором категорически отвергли эти обвинения, заявив что произошедшее является следствием вооружённого конфликта внутри армянской армии. Однако ранее, за несколько часов до этого заявления, некоторые азербайджанские информационные агентства сообщили об «обезвреживании армянской диверсионной группы», указав точное количество убитых и раненых. Отмечая этот факт, и указывая на разноречивые данные МО Азербайджана и азербайджанских СМИ в отношении имевших место событий, армянские СМИ ставят под сомнение версии, озвученные азербайджанской стороной.

#### Воскепар
5 июня, спустя день после предшествующих событий, Министерство обороны Азербайджана выступило с заявлением. Согласно ему в 6:30 утра группа армянских солдат напала на позиции азербайджанских военных в селе Ашагы Аскипара Газахского района. Согласно распространённым данным в бою погибли четыре военнослужащих азербайджанской армии. Ещё один азербайджанский солдат был застрелен с безымянных высот Казахского района. Однако село Ашагы Аскипара, согласно ряду источников, находится под контролем армянских вооружённых сил около 20-ти лет. Сам же факт гибели пятерых азербайджанских солдат в Армении не отрицают, но приводят иную версию произошедшего. Согласно распространённому Министерством обороны Армении заявлению, в ночь с 4 на 5 июня подразделения вооружённых сил Азербайджана попытались нарушить государственную границу Армении в районе села Воскепар Тавушской области. Диверсионная группа численностью 15-20 человек была обезврежена. В результате погибли пять азербайджанцев, с армянской стороны погибших и раненых нет. Позже, согласно уточнённым данным технической разведки вооружённых сил Армении было озвучено, что в результате отражения диверсионной вылазки азербайджанской армии в ночь на 5 июня, азербайджанская сторона потеряла 7 человек убитыми и ещё 4 военнослужащих ранеными.

#### Чамбарак
6 июня в 17-00, согласно пресс-службе Министерства обороны Армении, вблизи населённого пункта Чамбарак Гегаркуникской области Армении, азербайджанская сторона в очередной раз попыталась совершить диверсию. Как сообщили армянские военные, в результате предпринятых мер противник отступил, неся потери. Убитых или раненых с армянской стороны нет.

### Линия соприкосновения Азербайджана и НКР

#### Горадиз
6 июня представитель министерства обороны Нагорно-Карабахской Республики заявил, что в районе Горадиза, в 4:15 утра, была пресечена попытка проникновения на территорию республики азербайджанской диверсионной группы. В результате предпринятых мер группа, понеся потери, отступила на исходные позиции. Во время проведения операции Вооружённые силы НКР потеряли одного солдата убитым, а двое солдат получили ранения. В свою очередь пресс-служба министерства обороны Азербайджана опубликовала сообщение, в котором обвиняла Армению в нарушении режима прекращения огня. Согласно сообщению, потерь в рядах азербайджанских вооружённых сил — нет.

## Итог
В результате боестолкновений граница Азербайджана и Армении, а также линия соприкосновения в Нагорном Карабахе на всем её протяжении, не изменилась, каждая из сторон — участниц июньских столкновений говорила о собственной победе. Британский исследовательский центр «Oxford Analitica» возложил вину за прошедшие события на азербайджанскую сторону, отметив в своём докладе, что нападения азербайджанских подразделений на границе с Арменией и в зоне карабахского конфликта совпали с визитом госсекретаря США Хиллари Клинтон.

## Потери
Министерство обороны Армении сообщает что в столкновениях погибло 3 армянских солдата, представители аналогичного ведомства Нагорно-Карабахской Республики говорят о гибели одного своего солдата. Военное ведомство Азербайджана сообщает, что за весь период столкновений погибло пять азербайджанских солдат. Армянские и некоторые азербайджанские информагентства сомневаются в данных, приведённых МО Азербайджана. Так, один из азербайджанских сайтов сообщил о гибели 40 азербайджанских солдат, на что последовало официальное обращение из МО Азербайджана, в котором говорилось что данные сведения являются дезинформацией. Представители армянской разведки говорят, что только 5 июня близ Воскепара азербайджанская сторона потеряла 7 человек убитыми и ещё 4 военнослужащих ранеными. Армянские СМИ отмечают, что всего с начала года азербайджанские госструктуры подтвердили гибель 44 азербайджанских военных, 10 из которых погибли за последние 8 суток, в период с 4 июня по 11 июня.

## Реакция
Глава госдепартамента США Хиллари Клинтон, совершающая поездку по Закавказью, выразила обеспокоенность в связи с обострением ситуации в регионе.
Я обратилась ко всем участникам, всем действующим лицам конфликта воздержаться от использования силы или угрозы прибегнуть к силе. Есть опасность того, что эта нестабильность выльется в гораздо более широкий конфликт, который обернется трагическими последствиями для всех
В Вашингтонском Центре Вудро Вильсона ведущие конфликтологи Запада, специализирующиеся на Южном Кавказе, пришли к выводу, что для предотвращения полноценного конфликта необходимо срочно вмешаться.
В Ереване, ввиду того что столкновения в Тавуше происходили за много километров от Нагорного Карабаха, на экспертном уровне было высказано мнение о необходимости вмешательства в разгорающийся конфликт сил ОДКБ.
Бывший кандидат в президенты Азербайджана Зардушт Ализаде обвинил в происходящем посредников армяно-азербайджанских переговоров и власти обеих стран.
Американские конгрессмены Говард Берман, Фрэнк Паллон, а также Адам Шиф и Бред Шерман, выступили с заявлением, в котором осудили диверсию Азербайджана на границе с Арменией.

### Комментарии
1. ↑  9—11 мая 1994 года соглашение о прекращении огня было подготовлено и подписано, 12 мая 1994 года оно вступило в силу.